# 為美好的世界獻上祝福！角色列表
以下是出现在《為美好的世界獻上祝福！》系列輕小說、動畫与漫畫中的角色介绍。聲優如無特殊說明則按動畫／初版廣播劇CD的順序（僅有一項時為動畫聲優）。
在設計主要角色時，作者故意加入一些突兀特色進去，結果誕生了應該最冷靜的魔法師卻反而最衝動易怒、身為大小姐卻盡講些不謹慎發言、一點忙都幫不上的女神等特色角色。

## 主要人物
佐藤和真（Satou Kazuma，聲：福島潤／逢坂良太）
本作的主角，是個喜歡電玩、動畫、漫畫的家裡蹲尼特族高中生。某天偶爾外出被曳引機嚇到心臟麻痺而死（疑似是因為幾乎每天打遊戲不睡覺而造成的），死後帶著阿克婭一起轉生到異世界（WEB版是在接受醫治時被常出錯的護士拿錯藥弄死）。
身高約165公分上下，棕髮綠瞳，是個隨處可見的16歲青少年（WEB版是20歲青年），11卷時由時間推算為18歲。職業是初級冒險者，號稱「最弱職業」。身為冒險者的所有數值都很平凡，只有智力較高以及幸運值異常高，也因此時常被勸說應該成為商人。修習盜賊技能，初级魔法和箭術，靠著家裡蹲時期已嫻熟的遊戲訣竅，是隊伍打怪應敵時唯一正常的戰力。因為異常高的幸運值，在偷竊或狙擊等盜賊系技能上有加分效果，用偷竊技能盜取女性內褲的特技在新手城鎮相當有名。
個性不喜歡惹事生非，但因為同伴們的關係而常被捲入各種麻煩事件內。不過如果發展可能對自己有利情況也願意自己捲入麻煩事，在偶然下討伐了四個魔王軍幹部，但賺來的錢全都被拿去當被破壞城牆及住宅等物品的賠款，但經常拿打倒幹部的事來炫耀。後來聽巴尼爾的建議賣起在異世界再製的現代物品，加上被還回的款項而成為暴發戶。對同伴們經常因故造成錢財損失頗有微詞。
自稱「真正的男女平等主義者」，就算對方是女性也能毫不留情的使用飛踢。加上毫不遮掩自己的情色妄想，及偶爾大膽又露骨的行徑，也因此被取了「鬼畜真」等綽號。會對女性性騷擾，一旦犯了認為只要道歉就沒事了，但在真正能派上用場的時候卻很膽小。遇到比自己優秀的人會嫉妒不爽，遇到態度好的人或正常人又不時會得意忘形。
常自認為應該會有大量的人喜歡他因為打倒好幾個魔王幹部，但又好像似懂非懂地不知原因（對女性性騷擾，再加上用偷竊技能盜取女性內褲的行為導致自己在女生那裡多了『人渣真』、『垃圾真』的不雅綽號）。
戰鬥方面是在隊伍中算是比較正常的。雖然武力、體力與魔力都不比隊伍裡的其他人，但是腦筋是隊伍裡最好的。需要判斷或是遇到難關的時候，常常是靠著他意外冷靜的反應與機智解決；當只有其他三人一起接任務，大部分是失敗收場。
在第五、九卷時被惠惠多次告白，在第六卷暫時住在公主城裡和貴族住處過著白吃白喝以及找女僕們麻煩的尼特生活讓公主護衛以及貴族抓狂。第七卷潜入達克妮絲家中意圖救她时差点與達克妮絲發生關係，第九卷差點與惠惠發生關係但是以不想趁人之危的理由拒絕，並約定下次不會再猶豫，第十一卷被愛麗絲告白成功，隨後被消除記憶，然後又被阿克婭恢復，第十二卷和惠惠締結「同伴以上，戀人未滿」的關係，並拒絕了達克妮斯的告白，但仍貫徹本性，在被達克妮絲霸王硬上弓時誘導她正確步驟，但最後因為惠惠與阿克婭的亂入而未遂。第十三卷因為達克妮斯想要表達對救了堂妹的感謝而享受了她的搓澡服務，但在差點發生關係前又一次被惠惠捉姦而作罷。
第17卷和真使用爆裂魔法與魔王同歸於盡，由於身體被炸得粉碎，無法再使用復活術復活。但因為打倒魔王獲得獎勵，得以再度重生於異世界。
2019年官方人氣投票第七名。
阿克婭（Aqua，聲：雨宫天／福原香織）
指引日本英年早逝者轉生的水之女神。因在指引和真轉生時嘲笑和真的死並惹火和真（因為她不看好和真，因為和真是家裡蹲尼特族），而被和真指定為“攜帶的東西”被一起轉生到異世界。在那裡，她是阿克西斯教團祭拜的神體「阿克婭女神」本尊，不過沒有任何人相信這件事。
外表是個有著水藍色長髮和眼睛的美少女，年齡不詳（自稱跟和真差不多）。雖然外貌是個美人，個性舉止卻完全相反。例如對被嚇死的和真幸災樂禍、既貪財又自負、做事衝動粗心又少根筋、常常對和真頤指氣使、遇到挫折或害怕的事就會像小孩一樣嚎啕大哭並拖著和真解決……等等，但萬一成功又會得意忘形，加著自身經常被和真的智慧所救，卻只把他當作陰險手段，為此被和真吐槽是當之無愧的「廢物女神」。但遇到自己親愛的信徒、或是隊友遇到困難，通常是第一個付出關心與行動的人，雖然御劍比和真更有錢有能力，但始終沒有答應御劍邀請入隊的邀約。曾在第六卷被和真誇獎「真正痛苦的時候，這個女神還是很可靠的。」（但後來就因為和真想喝她的酒而拋下和真）。在第六卷中期暫時住在貴族住處把高級酒都不客氣喝掉讓貴族抓狂。
因為神體的關係，除了智力低於平均值及幸運屬於最低之外，身為冒險者的其他數值都遠遠超出平均值以上，但是所有數值都已經達到成長極限，其智力和幸運值無法提升。職業是神聖系和恢復系的大祭司，但不知為何，只致力在「宴會才藝」（雜耍）的相關技能提升。其體質碰到液體就能將其淨化，也能施展淨化魔法，懂得「洪水級」水系魔法但不常使用。會散發神聖氣息吸引不死類怪物，其淨化不死族和惡魔的能力因為沿襲原本的女神身分而來所以特別突出，可说是它们的絕對天敵（但對有魔王加護的不死族也是無效），但神聖魔法對普通怪物和人類敵人幾乎沒有攻擊力。視惡魔和不死族（尤其是「巫妖」）為世仇，恨不得馬上將其淨化，但對於有隱情而成為不死族的人會給予憐憫。打怪時主要是提供增强，恢復和復活魔法。對怪物的知識有時顯得相當淵博，第七卷被騙买買到假「龍蛋」（孵出一隻「雞」）和怪物種子。神聖拳擊看似強大但其實只是一般拳擊對不死族和惡魔以外沒什麼用。有強大的復活術但如果死亡間隔時間太短是不能連續使用。
喜歡名貴的酒。油漆、土木工、雜耍、魔術表演、手影、折紙、園藝、繪畫、雕刻、手辦模型等多種才藝和手工都做得很好。
常常沒事就去砸維茲的店順便淨化她，自從巴尼爾來了當店員就主要跟他吵架，最近的興趣是搞傳銷，經常把維茲拉進去做虧本生意。
如果教徒迷上「艾莉絲教」的艾莉絲，就會以「艾莉絲的胸部是墊出來的」來攻擊艾莉絲教。
在外傳漫畫《為美好的世界獻上祝福！開趴嘍！》中，曾經出現了一名假的阿克婭，因為假的阿克婭在外面到處騙吃騙喝，還差點連累到阿克婭本尊。最後假的阿克婭因為無法做出「宴會才藝」而被識破。
官方人氣投票第四名。本人對自己不是第一名感到抱怨。
2019年官方人氣投票第一名（官方作弊）。
爵爾帝／金士福特·爵爾特曼（Emperor Zell/Kingsford Seltmann）
全名金士福特·爵爾特曼，暱稱爵爾帝。阿克婭聽信商人謊言，花了大錢買了一顆龍蛋，結果孵出來的卻是一隻小雞。由於阿克婭在爵爾帝孵化期間灌注相當大魔力，因此爵爾帝出生時即具有相當大魔力的體質。可是因為本質只是一隻雞，所以佐藤和真等人預計在爵爾帝長大後就將牠宰來吃、以吸收魔力的備用食物。
惠惠（Megumin，聲：高橋李依／内田真礼）
黑髮紅眼，長相俏麗但身材稚嫩的14歲少女（WEB版是17歲左右，人設偏向御姐風）。11卷時由時間推算大約15或16歲，患有嚴重中二病，為紅魔族首屈一指的天才魔法師，最喜歡的東西、專長、興趣都是爆裂魔法。
職業是魔法系的大魔法師。因為十分憧憬最強魔法「爆裂魔法」的魅力，所以只肯修习和使用這招，所有技能點都分配在增加爆裂魔法威力以及高速詠唱上（因此拥有全书最强的爆裂魔法，后期甚至可以瞬发，中二咒语是為了提升魔法的威力。※短篇 向著爆裂的第一步內有提到。），在和真研發出炸藥時也多次表示抗議。不過因為爆裂魔法消耗太大以及自身魔力没加技能點的關係，一天的魔力只夠用一發，用完就會体力不支而倒地。因為家庭的經濟關係而外出找工作。雖然貴為上級職業，但因為一天只能放一發魔法，而且放完後會馬上倒地的關係，一直被其他小隊拒絕。並以此為契機加入和真的小隊。(半威脅方式)
在學校全班能力第一，由於過於向他人索取或搶食物，被一部分人疏遠，後來利用芸芸的好心每天把她早餐跟中餐全部搶走。
其實這世界幾歲喝酒都沒關係但喝了要對自己的行為負責，但動畫在日本法律關係因此刻意不讓她喝到。
在魔术师杀手引发的紅魔族的事件中，覺得自己在戰鬥中派不上太大用場，又在和芸芸的比較之下，對於爆裂魔法之路感到迷惘。曾下定決心想要封印爆裂魔法，並學習其他上級魔法，做一個正常的魔法師，要和真幫她按下學習其他上級魔法的按鈕；但和真順從了惠惠的真心，為她選擇了爆裂魔法之路，至此開始對和真抱有好感。
但關於後續的遊戲感情線依然停在第二部動畫為止所以跟和真沒太多互動變化。
第五卷開始出現喜歡和真的走向，第六卷不斷對和真表達出信任感，有時候也會因為和真太過看重義妹愛麗絲而微微吃醋，在一場戰役倍受貴族稱讚還希望招她入隊。第七卷為打倒八頭水蛇每日去炸一下反而造成水蛇偷襲，要找新前衛一直無腦反抗。於第十二卷告白與其締結「同伴以上，戀人未滿」的關係。雖然跟和真同床共枕，但還沒越過「戀人」那道線。因为和真喜欢长髮，而开始留长发（WEB版一開始是长髮）。在各種合作遊戲中，爆裂魔法大部分不會造成戰鬥不能，頂多行動不能一回合、然後後續可作連發，但原作遊戲大部分都會造成戰鬥不能狀態。
官方人气投票第一名。
2019年官方人气投票第二名（官方作弊）。
點仔（Chomusuke，聲：生天目仁美）
惠惠的使魔，是隻背上有小翅膀的黑色母貓。吃魚之前還會噴火烤魚，也會放電攻擊蟲仔，只有被和真和阿克婭看過，和真說給其他人聽，但沒有人相信。
本體其實是強大邪神「沃芭克」，但目前的能力和精神意識是貓的型態。原本封印在它處，是不知哪个紅魔族說「封印著邪神的地方似乎很帥氣啊」，就擅自綁架了前人封印起來的邪神，並再次封印在了紅魔之里裏的一角，把那裏打造成了景點。邪神的封印曾經被解開過兩次，第一次是惠惠五歲時不小心解開，第二次是米米抱著玩耍的心態解開。
邪神沃芭克女性分身被消滅後與點仔合併，原本討厭水的點仔變得愛泡溫泉(動畫版中則是一開始就喜歡泡澡)。曾經被和真請求偷惠惠的內褲，偷回來的話和真會給他吃更好吃的東西。
和維茲关系非常好，经常趴在維茲的胸前。在最新的射擊遊戲中為彌補惠惠攻擊不足問題擔任發射子彈腳色。
達克妮絲（Darkness，聲：茅野愛衣／井上麻里奈）
身高約170公分，年齡18歲（WEB版是22歲左右）。11卷時由時間推算為20歲，外表是個金髮碧眼、身材姣好、尤其上圍特別引人注目的冰山美人。但真正的本性是有重度受虐癖和妄想癖的大抖M。
職業是防禦力最高的「十字騎士」，擁有遺傳自父親家系的超高物理抗性，以及母親家系的超高魔法抗性。選擇這個職業，是因為遭受怪物攻擊對她而言是種快感，並將之當成一種妄想玩法並樂在其中。力氣（STR）很大，但因為刻意不習得劍士類技能，所以攻擊命中率近乎0。除了擁有特殊的癖好之外，是個為人正直的騎士和忠誠的艾莉絲教徒，從不濫用貴族特權。摯友是克莉絲。
其實是貴族家的千金，本名「達斯堤尼斯·福特·拉拉蒂娜（Dustiness Ford Lalatina）」，被以本名稱呼就會害羞臉紅，也因此「拉拉蒂娜」的稱呼被和真大肆宣傳，並被冒險者們以此調侃。
曾說過妄想中的戀愛對象是「肥胖或瘦弱都可以、懶惰、不事生產、酗酒、好色，而且要天天都在發情，然後在沒錢的時候會用酒瓶砸向自己然後要求自己去用色情的身體去賺錢！」（其實講的人基本上是指和真）。
為了領地賠償向阿爾達普借钱并被逼婚，但被和真用20億元贖回。不過由於戶籍名義上已算是阿爾達普妻子加上後來阿爾達普失蹤，被和真送上稱號「失婚妮絲」，新添加「離婚處女」屬性，不過曾結婚的戶籍紀錄被達克妮斯運用特權偷偷處理掉了。現任新手冒險者之都阿克賽爾的代理領主，自稱因為和真的關係「不分清濁，兼容並蓄」學會運用權力，成為較好的施政者。
在第六卷飽受其他三人對貴族的任性行為特別是和真，在貴族間展現出十分正常的思維。
與和真等人組隊生活，因为和真是真正的人渣，加上後來的相處以及和真的多次拯救下，漸漸愛上和真。在對和真告白被拒絕後，不但偷襲奪走和真的初吻，甚至直接「霸王硬上弓」準備直接發生「既成事實」，最後因為惠惠與阿克婭的亂入而未遂。即使被拒絕，仍然不放棄和真。在四人中平常行為算比較正常。
非常有母愛，讓從小失去母親的表妹稱呼自己為媽媽而照顧她長大，也常常去育幼院照顧孤兒們，不過這點鮮有人知。
官方人气投票第六名。
2019年官方人气投票第三名（官方作弊）。
克莉絲（Chris，聲：諏訪彩花）
活潑又有點男孩子氣的白髮貧乳少女，職業是盜賊，達克妮絲的好友。傳授和真盜賊和偷竊技能，一開始想占和真便宜，卻反被偷走內褲。
真實身分是幸運女神「艾莉絲」，使用盗贼化身在世間回收遺落的神器。不同於阿克婭以女神之姿直接下凡，因此能力受到大幅限制，無法感知邪惡的氣息，也無法看穿維茲跟巴尼爾的身份，但相對地也不用擔心散發女神的神圣氣息引來不死族。因其為司掌幸運的女神，是猜拳勝負中唯一能贏過和真的人。
在王都時偷走眾多貴族家的財物並分發出去而被稱為義賊，但本人表示收神器才是原本目的，因看不慣惡德貴族才偷走財物。與和真組成銀髮盜賊團回收神器，稱和真為「助手老弟」，被和真稱為「頭目」。盜賊團受到惠惠的崇拜，並收過惠惠的粉絲信。
向惠惠揭露銀髮盜賊團的真面目後，與惠惠盜賊團合力揭發作惡的貴族。在惠惠的因緣下，和阿克西斯教的女祭司賽西莉有來往。
對於有隱情而成為不死族的人或是品行良好的惡魔，依然不予同情沒有例外，會進入爆走狀態將之討伐，在第十二卷故事里亦有直接恢復成女神真身而直接將對方狠狠蹂躪的紀錄。被惠惠視為激進派艾莉絲教徒。擁有的短劍具有強大的神聖加護，惡魔被刺中後會全身疼痛抽搐。
在官方手遊《美好世界FD》中，因為教導和真偷竊技能反而一直被偷走內褲，使得自己一直被誤會，在其中一次對決中因為御劍擋下而沒有讓和真得逞。
官方人气投票第十四名。
2019年官方人气投票第九名。

## 阿克塞爾城鎮
位於貝爾澤格王國境內，許多新手冒險者一開始重生的城鎮，阿克婭與佐藤和真初次到這個世界時就是轉生在此地。

### 魔道具店
維茲（Wiz，聲：堀江由衣）
「維茲魔道具店」店主，是個外表20歲的褐色捲髮巨乳美女，實為不死族巫妖，魔王軍幹部之一。
曾是個外號「冰之魔女」的著名大魔法師，有名的武鬥派，語氣、性格與作風皆既冷酷且威風凜凜正經八百，但有時候會犯嚴重的迷糊。維茲當任隊長，與劍術大師布萊德、大祭司羅莎莉等人所組成的隊伍強到被當時的魔王軍懸賞高額的懸賞金。在感情方面很遲鈍，一方面從未察覺同伴對自己的好感，另一方面還在擔心自己會嫁不出去而心急。队伍過去曾與巴尼爾在地下城多次激戰敗北，實際上根本是被巴尼爾吸取負面情感。
為拯救被貝爾迪亞下詛咒死亡宣告的隊伍同伴，不惜使用違禁道具燃燒自己壽命換取暫時性巨大魔力，與巴尼爾決鬥得到認同，藉以締約增強實力再戰貝爾迪亞。在巴尼爾的帮助下轉生成為巫妖，作為代價，答應巴尼爾日後賺大錢後會用其錢財與魔法幫他蓋一座世界最大的地下城。單槍匹馬攻入魔王城，成功威脅貝爾迪亞解除同伴的詛咒。魔王軍的幹部漢斯、席薇亞等人都是其暴行之下的受害者。
做為大鬧魔王城的賠償，被魔王拜託成為魔王軍掛名幹部，約定除了維持魔王城結界以外既不協助魔王軍也不與之敵對，並得以在外開店而不受干涉。不過中立條款有個例外約定，就是對於冒險者或國家騎士以外之沒戰力的無辜人員下手的魔王軍成員，維茲可以對其出手。
爾後從職業冒險者退役，隱居在新手城鎮裡當道具店店主，等待過去的同伴與她相會。據說開店的時候還擅自偷了不少魔王城的寶物。
退役後的維兹性格相當溫馴善良。身為巫妖，卻每天到公共墳墓超度亡魂。被討厭不死族的阿克婭女神饒了一命，甚至讓阿克婭願意在將來維茲死後一起陪她向負責該世界的女神艾莉絲道歉。常被阿克婭欺負，搞到透明化（濒死狀態）。在某天阿克婭來店裡玩時，已婚並育有子女的同伴前來探望（由此可推測維茲的年齡約在25-30歲）。
挖掘無用商品的能力非常高超，是個商才零蛋的薄幸美人，所以被巴尼爾戲稱「擁有越勞動越窮困的不可思議特技的店主」、「廢柴店主」，也常被收拾殘局的巴尼爾用巴尼爾式殺人光線烤焦。
會各種上級魔法，甚至是在新手城鎮阿克塞爾除了惠惠以外唯一的爆裂魔法使用者。身為不死族之王的巫妖，還擁有Drain Touch等巫妖技能。
在手遊美好世界FD中似乎很在意身材，但老是被巴尼爾抓包偷吃零食。
巴尼爾（Vanir，聲：西田雅一）
魔王軍幹部之一，也是維茲少數的朋友。自稱「地獄的公爵」、「看透一切的惡魔」、「或許比魔王還強的巴尼爾先生」。
地獄七大惡魔之首，地位遠比只與人類相爭的魔王更高，在惡魔中擁有很高的人氣，身為公爵更是懂得貴族的禮儀。本體待在地獄休眠。以面具為媒介，变成外表戴著面具、身穿燕尾服的男性分身在地上行動。身體部分以泥土变化而成，因此即使受損用泥土補充就可以復原。喜歡調戲人類並吸取羞恥性的負面情感。最大願望為建造一個地下城吸引最強的冒險者來討伐他，並在死前享受冒險者空手而歸的失落神情。
曾被和真等人消滅一次，復活後面具上出現「Ⅱ」字樣。為了實現夢想，讓維茲實踐和他的約定，現正在維茲魔道具店作為店員工作，同時也利用自身的透視能力賺錢，在冒險者公會經營人生諮詢服務。
堅持「不傷害人類」的原則，可是對於視為仇敵的神族和阿克西斯教徒則就例外了。不同於店長維茲，面對女神阿克婭往往與其針鋒相對，在言語上、精神上甚至實際過招上都能打的平分秋色。
擁有窺視過去與預見未來的能力，不過會因為反作用而付出代價，對於實力與巴尼爾相當的對象無法窺視其未來。巴尼爾用這能力給了和真不少鬼點子。
其技能有巴尼爾式殺人光線、華麗脫皮以及巴尼爾式眼睛光束等招式，其中巴尼爾式眼睛光束這招有個缺點就是用了之後巴尼爾之雙眼會燒焦，所以至今未曾試用過。面具則可以附身在他人身上搶奪他人身體的控制權。會使用<黑暗诅咒(Cursed Darkness)>，效果是將男性瞬間阉割（對女性時效果相反），但是因为名字裡帶有“Darkness”，被誤會是將人變成抖M的魔法。

### 冒險者公會
露娜（Luna，聲：原紗友里）
冒險者公會的接待員，是個巨乳美人。常常因為被達斯特等冒險者惹出來的問題搞得暈頭轉向，而找巴尼爾喝酒訴苦。因為自己嫁不出去而對嫁出去的女性嚴重忌妒，这种负面情感使得巴尼爾十分受用。
在手遊美好世界FD中以NPC和小幫手的身分登場。
粗魯男（聲：稻田徹）
動畫原創角色。上身半裸、造型獨特的大漢。對初次到訪冒險者公會的和真搭話，後來數次對和真等人說出意味深長的話，並自信滿滿豎起大拇指的謎之人物。和真本以為他是冒險者，但在夢魔店的調查表填寫的職業是「紡織匠人」。
御劍響夜（Mitsurugi Kyouya，聲：江口拓也／鳥海浩輔）
跟和真一樣從日本轉生過來的冒險者，職業是劍術大師。因為有阿克婭給的魔劍，在異世界的发展一直相當優渥，也因此有點自戀。非常敬重给他魔剑的阿克婭，但是阿克婭早就忘了他。
在遇見和真的小隊後，向和真要求決鬥，企圖把阿克婭帶走（同時以和真的隊伍很優秀的理由也想帶走惠惠和達克妮絲，但被兩人拒絕，和真對此表示，他從沒認為自己的隊伍很優秀）；卻被和真使計打暈，並被和真拿走魔劍賣掉，似乎因而造成心理創傷。
贖回魔劍（第二季OVA 11話已贖回）修行回來後，又在王都被扮成面具義賊的和真以灌水到口鼻並加以冰凍致窒息的方式打倒。
找到離家出走的阿克婭後直接組隊前往魔王城，完全不吐槽阿克婭的耍笨行為（阿克婭後來回到和真身邊一起打魔王）。與和真等人並肩作戰攻打魔王，但最後重傷。
一直被和真叫錯名字（和真老是叫他『松劍』，因為發音很像），也常常被和真整。
看不起和真，常常希望阿克婭放棄和真成為己方一員，然而因為自戀又常常講錯話導致反效果。在官方手遊《美好世界FD》的角色劇情中，再次要求阿克婭、惠惠和達克妮絲離開和真，在被拒後誤以為惠惠和達克妮絲有把柄在和真身上，但實際上是兩人不想過去。後來發現和真跟「阿克塞爾之心」的成員討論，希望三人遠離他，結果先被有男性恐懼症的榭蘿揍了一拳；原本快要爭得艾莉卡過來時又被和真以「她很可愛」讓艾莉卡翻臉不認人；最後想勸莉亞遠離和真，卻因為批評莉亞的寶貝玩偶「金次郎」而被罵。御劍當場傻眼，不願承認自己輸給和真而再次心理受創。
克蕾梅雅、菲歐（Clemere、Fio，聲：幸田夢波、青山吉能）
御劍響夜的跟班，戰士少女克蕾梅雅以及盜賊少女菲歐，一同迷戀著御劍響夜，但小說並未提及名字。在御劍響夜被和真把劍奪走時曾試圖搶回，卻被和真威脅要當眾偷內褲為由嚇走。和真因叛國罪被審判時，在法庭上指證和真威脅偷內褲。
達斯特（Dust，聲：間島淳司）
公會的混混型冒險者，泰勒小隊的成員。因為說和真的小隊是後宮型而被強制換隊，後來過程悽慘之後哭著求和真換回來。和真的朋友之一，芸芸的朋友（自稱）。因為有事沒事就搭訕路人而成為警局的常客（動畫第二季第7集他偷看女子澡堂的行為被惡魔拿來嗆神明，嘲笑神明的「一直看護著你」跡近他的偷窺行為）。被一位同性戀貴族看上，同隊的琳恩被他要求幫忙拍達斯特的照片。
本名似乎叫作萊因·薛克，原為鄰國的下級貴族，而且是稀有職業龍騎士，槍術本領十分高強。然而為了完成公主願望而綁架公主一周，因此被剝奪龍騎士資格並且家族沒落，後改使劍。
对琳恩抱有复杂的情感，經常向琳恩借錢不還，獲得的錢大部分都拿去賭博和夢魔店。
在外傳漫畫《為美好的世界獻上祝福！開趴嘍！》中，其稱號還被和真吐槽，因為他的名字在和真的世界是貶義的意思（意思是「灰塵」）。
琳恩（Lean，聲：花守由美里（外傳《讓笨蛋登上舞台吧！》第4冊廣播劇CD、手遊美好世界FD））
泰勒小隊中唯一的女法師，能用中級魔法。外表稚氣，因为某些原因琳恩有一个狸尾巴，年紀似乎比和真還小。因为经常为达斯特惹出来的事情擦屁股而被认为是其监护人，還被經常借錢而不還，非常正常的人，也有待過和真的隊伍，但過程亂七八糟，還差點被惠惠魔法炸死，之後很佩服和真可以待這種小隊。
奇斯（Keith，聲：羽多野涉）
泰勒小隊中的輕浮弓手，常常跟達斯特一起混。
泰勒（Taylor，聲：土田玲央）
使單手劍的十字騎士，也是泰勒小隊的隊長。常常一副重裝備的樣子。
賽德爾（Cedor，聲：若林佑）
無頭騎士進攻阿克塞爾時，想要趁無頭騎士稍微虛弱就夥同他人攻擊無頭騎士，結果被無頭騎士一刀砍死；無頭騎士被消滅後由阿克婭復活。達克妮絲表示：「賽德爾因爲比臂力輸給了我，爲了泄憤而散播非常白癡的謠言，說我的铠甲底下是一身結實的肌肉」。
亨茲（Haynes，聲：陣谷遥）
無頭騎士進攻阿克塞爾時，想要趁無頭騎士稍微虛弱就夥同他人攻擊無頭騎士，結果被無頭騎士一刀砍死；無頭騎士被消滅後由阿克婭復活。達克妮絲表示：「亨茲對我說過『喂，達克妮絲，今天好熱，你用那把大劍當扇子幫我扇風吧！要是打到我也沒關系，前提是你要打得到啊！』，一邊蠢笑一邊調侃我」。
加利爾（Galil，聲：堂坂晃三）
無頭騎士進攻阿克塞爾時，想要趁無頭騎士稍微虛弱就夥同他人攻擊無頭騎士，結果被無頭騎士一刀砍死；無頭騎士被消滅後由阿克婭復活。達克妮絲表示：「我曾經加入他的小隊一天，那時害他哭喊著，說我爲什麽老是愛沖進一大群怪獸當中」。

### 城鎮居民
瑟娜（Sena，聲：生天目仁美）
阿克塞爾的王國檢察官，年齡20歲。懷疑和真是魔王軍的間諜而逮捕和真，其後解開誤會。其實本性並不壞，只是因個性認真、又聽到和真的不好傳言才對和真態度不好。
原本是在阿爾坎雷堤雅上任，但受不了傑斯塔的騷擾而調任至阿克塞爾。傳聞在解決某個事件之後，以王都檢察官的身分東山再起。
在手遊美好世界FD中以小幫手的身分和劇情角色登場。
夢魔（Succubus，聲：三石琴乃、長谷美希）
夢魔們替阿克塞爾的男性冒險者從事夢中大保健的工作，由於三小時收費僅收5000艾莉絲且僅吸收一點點精氣，不影響冒險者工作及生活，因此極受男性冒險者歡迎，为降低城内的犯罪率做出了极大的贡献，甚至使等級30級的男性冒險者都還不想離開新手城鎮。阿克婭發現夢魔開店的地方時，原本要全面消滅，但在巴尼爾的對抗下讓和真以「要是消滅了你們的話會被城裏的男性冒險者視作世仇」為由，將阿克婭拖走。崇拜巴尼尔。
蘿莉魅魔／蘿莉莎（Loli Succubus，聲：山下七海）
“餐飲店”最年輕的服務員。因為老是失敗，所以對誇獎抵抗力很低，一旦誇獎就會軟下心來，被認為是“非常好對付”的類型。巴尼爾的迷妹。
佐藤和真第一次來到“餐飲店”後，負責回饋和真所填“意見反饋單”的店員。在做和真生意準備進入所在宅邸時被阿克婭設置的結界捕獲。認為被捕獲是因為自己不成熟，希望與和真撇清關係，被阿克婭當成流浪魅魔消滅而不連累和真。由於還是蘿莉所以沒有達到能準備分身的程度，一旦被擊殺就是死亡。萬幸，被和真掩護放走。
在手遊美好世界FD中公佈全名（達斯特幫他取的），並成為可操作角色，偽裝成『占卜咖啡廳』工作的人類，也會以新手冒險者活動。
安娜·菲蘭堤·艾斯特羅（Anna Filante Esteroid）
在貴族豪宅中的幽靈，原為貴族與女僕的私生女，在還沒見到父母的面就過世了。喜歡喝甜酒與聽冒險者的故事。

### 城鎮近郊貴族
達斯堤尼斯·福特·伊格尼斯（Dustiness Ford Ignis，聲：井上和彥）
達克妮絲的父親。身為國王的參謀總長，其家族被尊稱為「王國的懷刃」。阿爾達普為奪取達克妮絲，遂要求馬克士威爾對伊格尼斯下死咒，後被阿克婭發現後解除。相當溺愛達克妮絲，每次回來叫女兒相親都會被先來個摔角後再被拒絕，也知道他女兒的癖好，並要求佐藤和真照顧他女兒。
達斯堤尼斯·福特·西兒菲娜
達克妮絲的堂妹，年紀約比米米小一點。自幼喪母，因受達克妮絲多方面的照顧而稱她為「媽媽」，剛開始造成大家對達克妮絲的誤會。雖具備母系強大的魔力與魔法抗性，但也因此體弱多病。因魔王軍的動態越來越活絡而受到達克妮絲的邀請搬到最安全的新手城鎮阿克塞爾。疑似在前往阿克塞爾的途中感染疾病「霍蘿莉」而病倒，因此和真與達克妮絲踏上旅程取得解藥的原料，最後恢復健康。
亞歷克賽·巴聶斯·阿爾達普（Alexei Barnes Alderp，聲：長嶝高士）
外表肥胖又好色的大領主。在機動要塞事件中，宅邸被和真指示轉移走的日冕礦石炸了，一氣之下把和真告上法院。
對拉拉蒂娜有著異樣的執著與慾望。曾經兩次想要利用互換身體的神器，搶走王子或養子巴爾特的身體，與達克妮絲結婚。之後利用領地賠款問題，使達斯堤尼斯家欠了他一大筆錢，並逼達克妮絲嫁給他以還債。最後婚禮被和真破壞，並被召喚出的惡魔馬克士威爾拖去地獄失蹤；以前幹的壞事也全被揭發，財產全部被拿去賠償或充公。
亞歷克賽·巴聶斯·巴爾特（Alexei Barnes Walther，聲：石川界人）
阿爾達普的養子，是個標準的模範帥哥，更是史上最年輕的受封騎士。被父親強迫跟達克妮絲相親，卻意外迷上她。不同於阿爾達普，為人行事非常正直清廉，還常對不當政策提出糾舉。阿爾達普失蹤後，成為新領主（達克妮絲的父親）的助手。
阿伍利普男爵（Auliep）
是這個城市的前任領主阿爾達普的親戚，原為主管阿克塞爾的財政，阿爾達普失蹤後也被解除職務。被懷疑參與了很多不法勾當而被叫去達斯堤尼斯家問話，為抗拒問話而讓隨從與在路上阻擋的冒險者們起衝突，進而使巴尼爾奉愛麗絲公主之命將所有隨從全部打倒。阿伍利普男爵在發現愛麗絲公主身分後嚇得直接跑到警察局求庇護。
卡蓮（Karen）
朵內利家的當家，朵內利家一直是致力於放高利貸的家族。貴族的地位很低，但是在財産上甚至能比達斯堤尼斯家更富有。因使用可隨機召喚，但無法控制怪物的魔道具，而使得住宅周邊充滿了怪物，且讓艾莉絲女神誤認為藏在湖底的神器被卡蓮拿去用。佐藤和真與艾莉絲再度當盜賊團進入卡蓮家中，雖然沒發現神器，但仍將魔道具取走交給達克妮絲，讓達克妮絲處理卡蓮家。
達克妮絲非常討厭卡蓮，甚至用身材優勢壓倒卡蓮。之後因知道卡蓮曾欺負惠惠後大為光火，準備要派人把卡蓮家給滅了。

## 紅魔族
紅魔族為經由機動要塞毀滅者發明人改造人體的魔法使用性的人們，幾乎大多數都有嚴重的中二病，因性格的關係而請博士賦予全族眼睛為紅瞳色，也因為瞳色跟常識與大眾不同而被稱為紅魔族。但其實他們智力很高，並且全族幾乎都有大法師體質，但無一例外的擁有奇怪的名字。不過即使是沒用的人也跟一般上級魔法師有相同實力，導致組成的村莊「紅魔之里」被魔族冠上另一個別稱「狂魔之里」。
對紅魔族而言，最重要的是帥氣度。大多數人自我介紹，喜愛用誇張的動作翻動斗篷，並以「吾乃○○，乃紅魔族第一○○，……」作為開頭。為了將戰鬥前報上名號的台詞編得更加帥氣，以炒熱現場的氣氛，文法和詞彙是非常重要的東西。 遇到無法應付的敵人也不忘誇張的行為然後再逃走。
紅魔族的信件季節問候語是「當你收到這封信的時候，我一定已經不在世上了吧」。
惠惠（Megumin）
詳見主要人物「惠惠」。
芸芸（Yunyun，聲：豐崎愛生／花澤香菜）
惠惠的朋友兼競爭對手，黑髮紅眼，與惠惠一樣是14歲，職業是大魔法師，是紅魔族族長的女兒，跟惠惠的關係好到接近百合。以惠惠的競爭者自居，經常向惠惠挑戰，但幾乎每次都因為對方耍詐而輸（雖然只有比發育贏過一次）。但在外傳《為美好的世界獻上爆焰！！》中以惠惠最不擅長的肉搏戰中贏過惠惠一次。因為是紅魔之里中唯一的正常人，所以在紅魔之里被排擠，但後來認識了和真等夥伴。第14卷時通過三項試練而正式成為紅魔族長繼任者。
因為個性太害羞，所以沒有朋友，只靠一人在郊外刷經驗就習得上級魔法，並經常以魔法拯救陷入困境的隊伍，其他隊伍都希望她加入。但因每次被別的隊伍道謝時都會因害羞而逃去，被誤認為她希望獨自一人刷怪，所以一直沒有加入別人的隊伍。
似乎連巴尼爾都看不到她會有朋友的未來。
官方人气投票第五名。
2019年官方人气投票第五名。
米米（Komekko，聲：長繩麻理亞）
惠惠的妹妹，有著驚人小腦袋的孩子。負責看家，無聊時會和兒時的惠惠一樣跑去玩封印的拼圖，因此解除了邪神的封印，第一次看到和真背著惠惠回來時對著家裡大喊姊姊帶男人回來了。
在手遊美好世界FD中，一周年不久有在遊戲登場和操作的角色(驅使惡魔來戰鬥)，是紅魔族中除了惠惠和芸芸外唯二有在遊戲登場和操作的角色（另一位是有夠會）。
老是叫和真是『姊姊拐回來的男人』。
飄三郎（Hyoizaburo，聲：高橋廣樹）
惠惠的爸爸，是一名道具製作師，但製作的東西都特殊過了頭，經常賣不出去，就算是賣出去也都被砍到很低的價格，因此惠惠家總是很窮。也因為制作出的魔道具足夠奇怪，使得沒有商業頭腦的維茲對其製作的魔道具大加讚賞，一開始對和真不友善，在詢問和真與自己的女兒的關係時因為和真不斷的表示自己是同伴而差點翻桌，後來和真送上在阿爾坎雷堤亞買的饅頭後態度有一百八十度的大轉變，對和真的收入（和真表示是三億）和房子（和真表示是洋房）與唯唯感到相當訝異。
唯唯（Yuiyui，聲：能登麻美子）
惠惠的媽媽，具有睡眠魔法的法師。對和真很感興趣，惠惠在寄回家裡的信提到老是對她性騷擾還讓和真當場磕頭致歉，在佐藤和真到惠惠家過夜時，為避免其他人妨礙佐藤和真與惠惠同室共寢，把飄三郎跟達克妮絲用睡眠魔法擺平（在原作中的第二晚，為了避免惠惠再度跑到芸芸家睡而用睡眠魔法擺平，但和真還用冰凍魔法把窗戶結凍讓惠惠很生氣，但兩人準備要發生關係時卻因為席薇亞入侵而失敗）。
有夠會（Arue，聲：名塚佳織）
惠惠跟芸芸的同學，中二病末期，自稱發育速度紅魔之里第一，志願是當作家。註冊商標是左眼的眼罩。送给惠惠眼罩的人，老是寫一些意味深長的信給惠惠和芸芸。
第13卷由於被和真評價為「三流小說家」，因此和和真發生爭吵。
在手遊美好世界FD中，是紅魔族中除了惠惠和芸芸外唯二有在遊戲登場和操作的角色（另一位是米米）。
軟呼呼（Funifura，聲：富田美憂）
留著雙馬尾，惠惠跟芸芸的同學，自稱紅魔之里第一的弟控（本人說出來會害羞）。
不知為何，惠惠很常叫錯她的名字（有時是故意的），因而引得她的吐槽。
在手遊美好世界FD中以小幫手的身分登場。
冬冬菇（Dodonko，聲：鈴代紗弓）
留著單馬尾，經常和軟呼呼混在一起。惠惠跟芸芸的同學，自己也搞不懂到底該自稱什麼。
在手遊美好世界FD中以小幫手的身分登場。
黏黏捲（Nerimaki，聲：石上靜香）
惠惠跟芸芸的同學，自稱紅魔之里第一的酒店之女，志願是當居酒屋老闆娘。
癢癢（Kaikai，聲：金澤舞）
惠惠跟芸芸的同學。
莓乾絲（Sakiberry，聲：藤田咲）
惠惠跟芸芸的同學。
族長（聲：最上嗣生）
紅魔族的族長，芸芸的爸爸，但講出的話讓和真問芸芸可不可以揍她父親。
劇場版揭露名字為希爾嘭（Hiropon）。
噗茲（Putchin，聲：酒卷光宏）
興趣使然的老師，喜歡吃布丁。夢想是成為「紅色監獄」的校長。
綠花椰宰（Bukkorori，聲：中島良樹）
惠惠的鄰居，蘿莉控大哥，會用上級魔法的家裡蹲大法師，鞋店少東。喜歡套牢，並擔任她的親衛隊。對於惠惠討食物感到反感但對米米無法拒絕。
套牢（Soketto，聲：長谷美希）
紅魔之里內外知名的美人占卜師，平時沒事會去鍛鍊。其占卜極其準確，但卻無法預知與自己有關的未來。其能力似乎和巴尼爾有關。占卜綠花椰宰的未來戀人的时候失敗，疑似是因为未來戀人就是自己。
切K烙（Chekera，聲：樫井笙人）
紅魔之里唯一一家的服飾店老闆。把電磁加速砲拿來當曬衣桿。
校長（聲：銀河萬丈）
紅魔之里魔法學校「紅色監獄」的校長。
嘶可貝（Shikobei，聲：安田陸矢）
興趣是釣魚，夢想將來能釣到海妖。
茶卡咪（Chakamiya，聲：佐佐木啟夫）
紅魔之里唯一一家的麵包店老闆。
托斯介（Torosuke，聲：青山穰）
紅魔之里唯一一家的咖啡廳老闆。

## 阿克西斯教團
信奉阿克婭的教團，基本上教徒無一正常者。被形容是比安樂少女還麻煩，比不死族怪物還難纏的集團。動畫被追加得更為誇張。
傑斯塔（Zesta，聲：增谷康紀）
阿克西斯教團的最高負責人兼大祭司，是個把性騷擾當飯吃的大叔，座右銘是「只要有洞，半獸人也可以用」，在16卷甚至企圖奪走黑暗祭司賽蕾娜的處女，以男性之身體驗破身之痛。跟賽西莉一樣，認真起來超強。從阿克婭可以憑一己之力淨化所有被污染的溫泉，看出阿克婭女神身分，並決定不公開崇拜而是默默看顧阿克婭。
賽西莉（Cecily，聲：菲魯茲·藍）
阿克西斯教團的祭司，百合，崩壞型美少女。對萌物完全沒有抗性，但認真起來超強。雖然人很崩壞，但心地善良，曾收留惠惠（但代價是要幫忙傳教）。常賣禁品瓊脂史萊姆，在手遊美好世界FD中常常在「艾莉絲教」布施時偷取他們的麵包，曾試圖跟阿克婭讓「艾莉絲教」的名聲變差，但反而讓「阿克西斯教」的名聲更差。

## 貝爾澤格王都
愛麗絲（Iris，聲：高尾奏音）
王國的公主，年齡12歲。全名為「貝爾澤格·史岱歷什·索德·愛麗絲（Belzerg Stylish Sword Iris）」。
聽聞主角們的冒險故事，於是前來達克妮絲家，希望能聽和真亲口講述（但這是愛麗絲的藉口）。最後帶和真回王宮，讓他成為自己的玩伴，稱呼和真「兄長大人」。
曾意外用神器與和真互換身體之後，與惠惠一起到王都市區觀光順便與路人吵架。之後和真為了保護公主並回收神器，和克莉絲扮義賊偷走了神器，並意外連帶偷走了公主長年帶在身上、要給未來新郎的婚戒。對和真有好感，对和真告白成功，看穿了和真假面盜賊的身分，並期待和真能保留好戒指，直到某天打敗魔王、迎娶自己。
時常化名「依麗絲」偷偷跑到阿克塞爾玩，與巴尼爾相遇时稱他為八兵衛，並和惠惠組成盜賊團。
身為王族，從以前開始就在不斷引進強大勇者的血脈，讓潛在能力得到了飛躍性的提升，並且還在各種領域都接受到了最高等的教育，再加上毫不吝惜地食用經驗值豐富的高級食材不斷提升等級，還用從勇者那裏繼承的強力武器戰鬥。根据英文名中的Berserk可知她的祖先職階為狂戰士。擁有全書除了上級惡魔、女神（對惡魔與不死族）之外最強的實力，在前往埃爾羅得王國途中，以及在埃爾羅得王國境內戰鬥時，使用王者之劍一招就解決對手，甚至一招<Sacred Explode>就秒杀了高等级的黄金龍。
官方人氣投票第三名。
2019年官方人气投票第四名。
克萊兒（Claire，聲：矢作紗友里）
愛麗絲公主的女性貼身護衛之一，劍術高超。經常身穿白西裝。其出身是足以與達斯堤尼斯家比肩的，詩芳尼亞家的長女。
對愛麗絲的事非常執著，也非常沒有抵抗力。在佐藤和真不慎啟動神器，使佐藤和真與愛麗絲公主交換身體，控制著愛麗絲公主身體的佐藤和真故意進入女浴池裡，讓克萊兒與達克妮絲一起洗澡。
蕾茵（Rain，聲：上田麗奈）
愛麗絲公主的女性貼身護衛之一，職業是魔法師，會用長距離移動的傳送魔法。與克萊兒相比較有一般平民知識，常因身在王都卻不起眼而感到煩惱。
外傳中提及因家境問題而有點緊張自身財務。
傑帝斯（Jatis）
貝爾澤格王國第一王子。
克萊萊茵·吉爾柏
是一位天才藝術家，據說是在從事藝術工作的族群中無人不知的名人。儘管原本是貧窮貴族的三男，他卻以天生的藝術才能令家道中興，現在已經是非常具有權威的大貴族之一了。這個對爆炸有著異常執著的藝術家，聽說惠惠會使用爆裂魔法的傳聞，特地遠從王都來到這個城鎮委托她。

## 神族
阿克婭（Aqua）
水之女神，詳見主要人物「阿克婭」。
艾莉絲（Eris，聲：諏訪彩花）
幸運女神，國教「艾莉絲教」的神體，為阿克婭的後輩，跟阿克婭一樣负责指引異世界英年早逝者。因為是國教之神，所以名字也是貨幣單位（1艾莉絲=1日圓）。因为和阿克婭一样是女神，所以也一样極度厭惡惡魔與不死族，且在面對上述兩種族時，會一改平時溫柔、平易近人的形象，性格變得比阿克婭更加激進與暴力，甚至不惜顯露真身也要將祂們消滅。
外表是個白髮及腰的藍眼美少女（動畫中為紫色眼睛），年齡不詳（外表16歲左右），被阿克婭爆料其實有墊胸墊。個性與阿克婭大相逕庭，溫柔和善又淘氣，被和真說是在異世界中唯一能當作戀愛對象的人，有時候還會扮成盜賊克莉絲翹班下凡執行回收神器的任務，十分盡責，努力地想讓這個世界更美好。
在手遊美好世界FD中以NPC的身分登場。
官方人气投票第二名。
2019年官方人气投票第六名。
天使（聲：加隈亞衣）
一個長著羽翼的女子。佐藤和真在轉世時指定帶阿克婭到異世界時，接著就由從天下降的天使暫時接替阿克婭的職位，個性耿直，將轉生到異世界的風險都如實告訴轉生者，導致沒人想轉生到異世界討伐魔王。

## 魔王軍
貝爾迪亞（Verdia，聲：安元洋貴）
魔王軍幹部之一，「無頭騎士」，僅次於吸血鬼及巫妖的最上級不死族。劍術實力高強，擁有詛咒死亡宣告等超強技能。因生前是騎士，所以重騎士之禮，但是會性騷擾同為幹部的維茲（例如將自己的頭部，滾落至對方的裙底偷窺，在外傳漫畫《為美好的世界獻上祝福！開趴嘍！》中，還利用惠惠為練習爆裂魔法數度轟炸其駐留的廢城的情況把城鎮上的人類女孩找來以爆裂魔法所產生出來的風來偷窺裙底風光）。對基礎神聖魔法有抗性，和其他不死族的共同弱點是怕水。
受到魔王的委託，到新手城鎮阿克塞爾調查「從天而降的光」（其實是阿克婭），暫留郊外城堡廢墟期間，因為惠惠為練習爆裂魔法數度轟炸其駐留的廢城，抵達阿克塞爾揪出作為當事者的惠惠，試圖對她施加死亡宣告但被達克妮斯擋下（詛咒效果後被阿克婭解除）。之後再抵阿克塞爾前，被和真等人調侃後被消滅（在消滅時，其頭被阿克塞爾的居民和和真以足球欺負，後來在外傳漫畫《為美好的世界獻上祝福！開趴嘍！》中傳開了）。
維茲（Wiz）
魔王軍幹部之一，「巫妖」，詳見主要人物「維茲」。
巴尼爾（Vanir）
魔王軍幹部之一，「地獄公爵」，詳見主要人物「巴尼爾」。
漢斯（Hans,，聲：津田健次郎）
魔王軍幹部之一，「劇毒史萊姆」。擬態是個淺黑色皮膚、茶色短髮的男性。本體是巨大的劇毒史萊姆變異種，不怕任何物理攻擊，也有強大的魔法抗性，能直接吞食獵物並用其體液纏住、悶死以及消化獵物，強烈的劇毒可以直接毒死對手（如果溶解成了骨頭，即使是阿克婭的復活魔法也無法復活*動畫版的設定似乎有所差異）。
身為維茲過去大鬧魔王城的受害者，視維茲為剋星。雖然對魔法抗性強大，卻對維茲的上級魔法Cursed Crystal Prison沒轍，只能乖乖被冰成冰塊。因為受不了阿克西斯教團，所以花了10年準備破壞教團在阿爾坎雷堤雅的溫泉泉源，但在快要成功時被和真等人消滅。
席薇亞（Sylvia，聲：渡邊明乃）
魔王軍幹部之一，「合成獸」，是魔王軍武器開發合成局局長，本身是能與任何物品融合的合成獸，對魔法抗性強大。身體的上半身是合成女性的身體，下半身則是男性的身體（這讓和真繼半獸人差點奪走他的童貞之後再次得到心靈創傷）。
在進攻紅魔之里時，在紅魔之里的倉庫裡與「魔法師殺手」合體並大肆破壞，但被和真等人使用電磁加速炮消滅。劇場版新創中被電磁加速炮貫穿後，瀕死之際與在死後世界遇見的貝爾迪亞與漢斯合體並復活，最終被與其合體並強行打開心房的和真接收全紅魔之里村民魔力的惠惠及芸芸徹底擊倒（但也造成和真再度死亡，雖然阿克婭用Blessing把和真的幸運值提高來避免和真犧牲時連骨灰都沒有，但血肉模糊的情況還讓艾莉絲吐了，最後和真有復活回歸）。
沃芭克（Wolbach,，聲：甲斐田裕子）
魔王軍幹部之一，「邪神」。原為司掌怠惰與暴虐的女神（沃芭克女性分身掌管怠惰，惠惠的貓點仔掌管暴虐），在投身魔王軍之後被阿克西斯教教徒冠以邪神之名號。
惠惠五歲時不小心解開紅魔之里的邪神封印，使得貓發狂，沃芭克現身以爆裂魔法將貓壓制住，救了惠惠，也使得惠惠從此只學爆裂魔法。
性格和善，是小說中少有的正經性格，除開曾經救過惠惠之外，也曾善意提醒和真不要泡被漢斯污染的溫泉、送點心给孤單寂寞的芸芸吃（並且在聽芸芸傾訴她們消滅了自己的兩個部下後也没有動怒）等。喜歡泡溫泉，曾在阿爾坎雷提亞及前往王都要塞中途之休息站與佐藤和真混浴。
在魔王軍中地位很高，小說中出現的其他魔王軍干部都是她的部下。實力極強，可以使出多種上級魔法。在王都附近的要塞之戰中，連續使用爆裂魔法和瞬間移動，以一人之力幾乎攻陷要塞，後被趕到的和真小隊阻止，最後惠惠以爆裂魔法將沃芭克打败。女性分身在力量消失後與貓合體，使得原本不喜歡水的點仔變得十分喜歡泡澡（動畫版中則是一開始就喜歡泡澡）。
賽蕾娜／塞蕾絲蒂娜（Ceresdina,the Dark Priest）
魔王軍幹部之一，「暗黑祭司」。工於心計並經常利用魔王軍唯一人類的身分潛伏進入人類城鎮。以司祭身分潛入阿克塞爾時被維茲及巴尼爾發現，而被巴尼爾狠狠敲詐一筆錢財。
信奉傀儡與復仇之神雷吉那，因此擁有將人或屍體傀儡化並操控及對傷害自己之人施加詛咒的能力。曾經因雷吉那女神被紅魔族封印後失去力量，在惠惠意外接觸封印後回復。計畫要將阿克賽爾的冒險者傀儡化後與魔王軍裡應外合擊潰此城市。將和真傀儡化後因其性騷擾作為與奢侈的行為苦不堪言，最後被和真使用將等級重置的藥水並交給警察，之後被押去王都的監獄。
拉格克萊夫（Lovecraft）
「幻形妖」。魔王軍諜報部隊隊長。其真實外型是沒有眼鼻口的扁平黑臉，是幻形妖的怪物，能夠完美化身成各種人類的外型。
三十年以前潛入埃爾羅得，無數次應聘這個國家的內政官，最後總算是被錄用，結果開始了血汗工廠般的辛勞工作。因爲自己認真的性格與優秀的能力，越來越飛黃騰達，最後忘記了自己最初的目的，一心為國家賣命。後來升任宰相，才突然想起自己的工作，於是以中立為名，不讓埃爾羅得王國出資支援對魔王軍作戰。曾冒充和真對和真隊中女性出手，最後被愛麗絲一劍砍了，變成一灘黑色液體。
迪克
「墮天使」。以帥氣的人類大魔法師外形出現，被和真等人誤會對維茲抱有好感，叫維茲辭去魔道具店的工作，和他成家。
其實是要維茲讓出魔王軍的幹部，想自己取而代之。本體是墮天使，抱怨天使被眾神使來喚去以及自己被拖欠工資，現在是魔王軍的手下，背上有黑色翅膀，胸口紋有魔王軍的紋章。能使用上級魔法和神聖魔法。解釋誤會後告訴維茲自己給魔王寫了信讓魔王軍進攻阿克塞爾，導致維茲憤怒使出全力，最後挑戰維茲不敵，又變身成為巫妖希望戰勝她，但是恰好因為變成了巫妖馬上被阿克婭施展淨化魔法，然後被維茲的爆裂魔法轟殺。
八坂恭一
魔王，本系列最終反派。能夠強化魔物的老人。最後被和真使用爆裂魔法同歸於盡。

## 魔族
基爾（Keele，聲：飛田展男）
生前曾是頗富盛名的大魔法師，私底愛戀著和其中一名長期遭國王虐待的某位貴族千金，因有功而受國王（聲優：樫井笙人）賞賜，便求國王讓自己鍾愛的貴族千金能幸福，遭拒絕後便擄走貴族千金、同時與國家為敵。期間身負重傷，為了能繼續保護愛人而放棄人身、成為永恆不朽的巫妖，並深居於地下城中。愛人過世且自己沉睡經歷數載歲月後，於地下城感應到隨同和真探索地城的阿克婭散發的神聖氣息而再度甦醒，遂趁機拜託找到他的阿克婭將自己淨化，最後終得一死，與愛人在另一個世界重逢。
馬克士威爾（Maxwell，聲：杉山紀彰）
與巴尼爾為同一等級的地獄公爵，擁有操縱事理扭曲真實的能力，但心智卻與嬰兒一般。以享受人類絕望情感為樂。以喪失記憶的狀態（甚至忘了名字以為自己叫馬克士）被阿爾達普以神器喚出，在達克妮絲逃婚當日，被巴尼爾迎接回地狱，并將阿爾達普以支付代價為由拖到地獄。
霍斯特（Horst，聲：山本格）
邪神沃芭克召喚出來的上位惡魔，擁有擊退御劍響夜的強大實力。在紅魔村想復活邪神時跟米米成了朋友。後來在阿克塞爾附近被惠惠用爆裂魔法轟回魔界，消失前產生了會被米米召喚出的感覺。
在手遊美好世界FD中，一周年不久有在遊戲與米米一起登場與操作，被米米稱為『好大一隻哥布林』，但十分討厭米米，因為她老是把它當作寵物、老是使用死老鼠和死蟾蜍來召喚它或是召喚出來做一些無意義的行為。
厄妮絲（Arnes，聲：小島幸子）
外表是爆乳大姐姐模樣的上位惡魔，跟霍斯特一樣是邪神沃芭克召喚出來的。也想復活邪神，但也一樣被惠惠轟回魔界。唯一跟霍斯特不同的地方，似乎是被阿克西斯教團的祭司玩弄，後來在惠惠前往阿克賽爾時，因为被阿克娅降生时引发的骚动吸引而分神，被惠惠以爆裂魔法消灭。
絕雷西爾特伯爵
為位於阿克塞爾境內一個偏僻小鎮，穿著布偶裝的貴族，人稱殘虐公。本體為高位惡魔，不同於巴尼爾將本體放在地獄，而是帶著實體顯現於世。養了很多鬥技用的怪物，例如哥布林與瀕臨絕種的公半獸人，由於自身是惡魔，所以可以直接命令牠們。
因和真等人需要高位惡魔族的指甲以治好西而菲娜的病而被和真與達克妮絲拜訪，最後被加入的克莉絲以女神艾莉絲型態痛毆了一頓。後來因為女神艾莉絲每日都會前來淨化騷擾導致只剩一個分身而跑到維茲的店求助巴尼爾，讓眾人懷疑女神其實是不是很閒。目前以店員身份於維茲的店幫忙。
魔怪（Gremlin）
一種叫魔怪的下級惡魔。地城的魔力濃度比地上高，所以偶爾會出現弱小的惡魔。。

## 其他國家

### 諾伊士王國
博士（聲：長）
「機動要塞毀滅者」的製造者及負責人，同時也是進行將人體改造成紅魔族的製造者，因各種豐功偉業而被一個國家重用。由於預算過少就隨意製造了該器械，在機動要塞毀滅者暴走後因為無法停止便放任其破壞，將此一過程記於日記上後、便在毀滅者上終老。
第二季OVA（11話）說明其原來也是轉生冒險者之一，擁有「具現化想像」的能力，本想用能力創造武器打倒魔王，但後來因為具現化的武器都認為無法打倒魔王之後就徹底放棄，改而用能力製造理想的機器人，目標是製造完美的美少女機器人但也是不順利，又由於本身是抖M，所以想將機器人作成女王屬性，但最後因為覺得麻煩、還是真正的女人好，直接跑去古代魔法王國任官，不過總是被國家上層苛刻。
在劇場版中揭示了他與紅魔族之間的淵源，得知他的抖M體質依舊還存在，以及創造了另外兩樣副產品：「魔術師殺手」以及「超電磁砲」這兩樣威力強大的古代（現代）兵器，前者被紅魔村封印並看守，後者因紅魔族不知道有什麼用途而被拿去作為洗衣桿。
美少女機器人（聲：生天目仁美）
由「毀滅者負責人」所製造，面容姣好、身材曼妙，但因為製造者愛好問題，是抖S、女王屬性。

### 埃爾羅得王國
雷維（Levi）
埃爾羅得王國第一王子，但該國臣民均叫他笨蛋王子。瞧不起愛麗絲公主所屬之王國，視其為鄉下人。與愛麗絲公主有婚約，但自己主動取消婚約，讓愛麗絲公主心中暗爽不已。在愛麗絲公主解決掉潛伏於埃爾羅得王國之魔王軍諜報部隊隊長拉格克萊夫之後想要恢復婚約，卻被佐藤和真指出已經取消婚約的事實。

## 遊戲原創人物
手機遊戲「為美好的世界獻上祝福！Fantastic Days」登場的原創角色。

### 阿克塞爾之心
佐藤和真（Satou Kazuma，聲：福島潤）
舞者團體「阿克塞爾之心」的製作人，詳見主要人物「佐藤和真」。
莉亞（聲：河瀨茉希）
本遊戲的主要重點人物之一。舞者團體「阿克塞爾之心」的領隊，是個唱功了得的槍兵。雖然個性十分努力又認真，卻有一些少根筋的地方。非常寶貝玩偶「金次郎」。其真實身份其實是跟和真一樣從日本轉生過來的人，她是在上學途中出了意外而轉生到異世界，有見過阿克婭，原本是勇者，但因為出了意外而喪失記憶。因為身分特殊，成為了查理和丹尼爾的首要目標。
榭蘿（聲：礒部花凜）
本遊戲的主要重點人物之一。舞者團體「阿克塞爾之心」的成員，是個舞技了得的大祭司。雖然是個內向又優柔寡斷的僕娘，但因為有著男性恐懼症的關係，被觸摸到就會立刻出手。出生貴族，從小開始就有在鍛鍊自己，所以力氣很大，如果被她的拳頭揍到時會痛，然而父親反對榭蘿當明星，最後在看到榭蘿的表現後才放棄阻止。因為是在貴族出生的，認識在愛麗絲公主身邊做貼身護衛的克萊兒和蕾茵。
艾莉卡（聲：成海瑠奈（開服~2021年12月29日前）→加藤聖奈）
本遊戲的主要重點人物之一。舞者團體「阿克塞爾之心」的成員，是個對可愛程度非常講究的遊俠少女。雖然任性又自我中心，但是只要被奉承就會馬上開始得意忘形起來。父母失蹤，加入「阿克塞爾之心」的原因是希望可以找到自己的父母。

### 寶藏獵人
梅麗莎（聲：高野麻里佳）
以手段高明的寶藏獵人聞名於業界的性感女性。常常擺出高高在上的姿態，自尊心也很強，但十分喜歡可愛動物，面對狗、貓時會態度大變，用小孩子的說話方式向牠們搭話。稱咪雅為毛茸茸妹妹，也很喜歡摸她，然而咪雅非常討厭梅麗莎亂摸（偶爾艾咪會代替咪雅來讓梅麗莎亂摸）。

### 北方大地
咪雅（聲：和氣杏未）
講話有地方腔調的獸人少女。是個純真又好奇心旺盛的大胃王。會去觸摸一些不能觸摸的東西，或是吃下一些不該吃的東西，引發各種問題。
多次參加大胃王比賽，但她只留下吃的東西，其他獎勵都會送給朋友。
艾咪（聲：大空直美）
從北方大地來到此處的獸人大姐姐。有著過度保護又極度愛照顧人的個性，常常照顧如同自己妹妹的咪雅。但是也有著太過寵愛而導致無法幫助咪雅成長的一面。母性很強，曾讓逃離一切的和真差點陷入艾咪的溫柔。
斯寇爾（聲：武內駿輔）
獸人們的始祖，被稱為森林的賢者。兼具高等智慧與野獸的風采。非常討厭睡覺時被人吵醒和害怕昆蟲，一旦被人吵醒或發現有昆蟲在身上就會發飆。

### 精靈
梅露（聲：寺川愛美）
本遊戲的主要重點人物之一，第二部登場。從封印中覺醒的雷精靈。是個傲慢、不諳世事且喜歡惡作劇的女孩子。
在遊戲劇情後期為可操作的角色。

### 魔王軍
丹尼爾（聲：速水奨）
魔王軍的候補幹部，喜歡阿克塞爾之心，尤其是莉亞，多次與查理一起攻擊阿克塞爾和和真等人，也抓走過梅露，第一部結束後被剷除，但被梅露救活，第二部暫時撤退。外表看似紳士，能變身成怪物。
查理（聲：吉野裕行）
丹尼爾的部下，外表看似胖子，能變身成怪物。

## 註解
1. ↑  電視動畫、劇場版《紅傳說》、外傳動畫《爆焰》
2. 1 2  《為美好的世界獻上祝福！》第7卷
3. 1 2  《為美好的世界獻上祝福！》第8卷
4. 1 2 3 4 5  《為美好的世界獻上祝福！》第3卷
5. 1 2  《為美好的世界獻上祝福！》第6卷
6. 1 2 3 4  外傳《續·為美好的世界獻上爆焰！》
7. 1 2 3 4 5 6  《為美好的世界獻上祝福！》第1卷
8. 1 2  外傳《為美好的世界獻上爆焰！》第3卷
9. 1 2  《為美好的世界獻上祝福！》第2卷
10. 1 2  《為美好的世界獻上祝福！》第12卷
11. 1 2  外傳《找面具惡魔指點迷津！》
12. 1 2  《為美好的世界獻上祝福！》第14卷
13. ↑  外傳《為美好的世界獻上爆焰！》第1卷
14. ↑  《為美好的世界獻上祝福！》第4卷
15. ↑  外傳《為美好的世界獻上爆焰！》第2卷
16. 1 2 3  《為美好的世界獻上祝福！》第10卷
17. ↑  《為美好的世界獻上祝福！》第9卷特典《艺术就是爆裂》
18. ↑  《為美好的世界獻上祝福！》第15卷
19. ↑  因為艾莉卡的初始聲優成海瑠奈爆出出軌醜聞，2021年12月29日遭到經紀公司引退，相關配音內容已遭到官方全數刪除，而歌曲目前還在官方Youtube上看的到。
20. ↑  2022年1月12接手，並將所有艾莉卡的相關配音內容改為加藤聖奈並重新配音，目前已修改完畢並上線，然而歌曲目前尚未完成，但之後出的歌曲就會以新的聲優來演唱。